# Horst Deichfuß
Horst Deichfuß (* 11. April 1925 in Halberstadt; † 6. Oktober 1989 in Halle an der Saale) war ein deutscher Schriftsteller.

## Leben
Deichfuß wurde als Sohn eines Beamten geboren. 1943 wurde er zum Kriegsdienst eingezogen und befand sich 1945/46 in US-amerikanischer bzw. britischer Kriegsgefangenschaft.
Nach seiner Rückkehr aus der Gefangenschaft legte er 1947 das Abitur ab. Er arbeitete anschließend als Briefzusteller bei der Deutschen Post. 1948 trat er in die SED ein. 1955 gründete er eine Kulturgruppe bei der Deutschen Post in Halle. 1961 schloss er ein Postwirtschafts-Fernstudium an der Ingenieurschule „Rosa Luxemburg“ in Leipzig ab.
Von 1963 bis 1965 studierte Deichfuß am Institut für Literatur „Johannes R. Becher“ in Leipzig. 1965/66 war er als Referent für Theater und Literatur beim Rat der Stadt Halle tätig. Von 1966 bis 1969 fungierte er als Bezirkssekretär des Schriftstellerverbandes Halle. Von 1967 bis 1972 leitete er einen Zirkel schreibender Arbeiter. Ab 1969 war er als freischaffender Autor tätig.
1971 wurde er mit dem Händelpreis des Bezirkes Halle ausgezeichnet.
Von 1966 bis zu seinem Tod 1989 arbeitete er als Inoffizieller Mitarbeiter (IM) unter dem Decknamen „Warnot“ mit dem Ministerium für Staatssicherheit (MfS) zusammen.
Deichfuß starb nach kurzer schwerer Krankheit im Alter von 64 Jahren.

## Werke (Auswahl)
- Serpentinen (Roman). Mitteldeutscher Verlag, Halle (Saale) 1962.
- Anna Mater. Drei Frauenschicksale (Erzählungen). List, Leipzig 1971.
- Die Nagelprobe (Roman). List, Leipzig 1974.
- Wiederaufnahme (Roman). List, Leipzig 1977
- Windmacher (Roman). List, Leipzig 1983.
- Rumänische Rhapsodie. Literarische Skizzen. Verlag der Nation, Berlin 1987.